# Čertův most (Ardino)
Čertův most, též Ďavolski most (bulharsky Дяволски мост, turecky Şeytan Köprüsü) je obloukový kamenný most přes řeku Ardu, postavený v úzké soutěsce ve vzdálenosti 10 km směrem na severozápad od města Ardino v pohoří Rodopy jako součást historické cesty spojující nížinu v Thrácii se severním pobřežím Egejského moře. Most se nachází v nadmořské výšce 420 m n. m. zhruba 1 km severně od osady Djadovci a 4 km východně od vesnice Galabovo (Гълъбово). 

## Historie a popis stavby
Most byl postaven v letech 1515 až 1518 na příkaz sultána Selima I., tehdejšího vládce Osmanské říše. Vybudován byl na pozůstatcích staršího mostu z římských dob. Most, který je největší a nejznámější svého druhu v Rodopech, je 56 m dlouhý se třemi oblouky a přídavnými otvory s polokruhovitými oblouky sloužícími k odečtu vodní hladiny. Šířka mostu je 3,5 m a výška hlavního oblouku činí 11,5 m. Kamenná, 12 cm vysoká balustráda, se nachází po obou stranách a na straně přítoku proudu je most opatřen vlnolamy.

## Chráněné území
Most byl prohlášen kulturní památkou 24. února 1984.Dne 7. května 2003 vydalo Ministerstvo životního prostředí Bulharské republiky vyhlášku č. RD-552, kterou bylo okolí Ďáblova mostu o rozloze 2,03 ha na katastru Djadovci a Latinka prohlášeno chráněnou přírodní lokalitou (kategorie защитенита местност). (První ochranné opatření ohledně tohoto cenného území bylo vyhlášeno Výborem pro ochranu přírodního prostředí při Radě ministrů Bulharska již 19. října 1979.) Předmětem ochrany jsou vzácné druhy rostlin a živočichů, mezi nimiž je i čáp černý nebo vydra říční.

## Přístup
Přes most prochází mezinárodní turistická trasa Sultans Trail (Sultánova stezka) z Vídně do Instanbulu mezi městy Ardino a Kardžali. Ještě na počátku 21. století z Ardina k mostu vedla jen nezpevněná komunikace, sjízdná pouze terénními vozy. Až koncem roku 2013 byla tato cesta z větší části vyasfaltována, poslední dva kilometry před mostem však byly ponechány v původním stavu, aby byl zachován autentický vzhled krajiny v chráněném území. Projekt v hodnotě 3,4 miliónu leva byl v rámci regionálního rozvojového programu financován z prostředků Evropské unie.

## Galerie

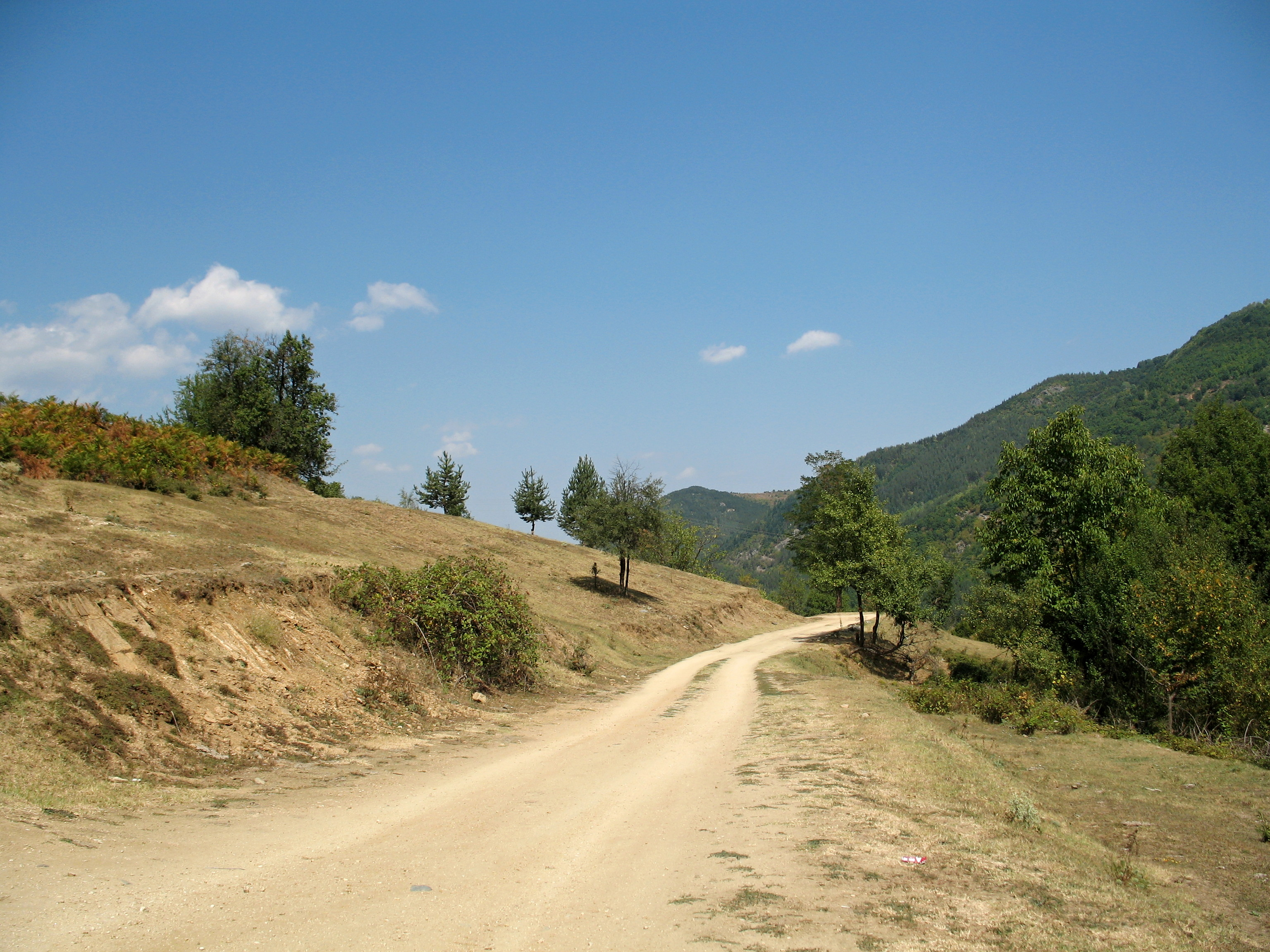
Cesta z Ardina k mostu v roce 2009
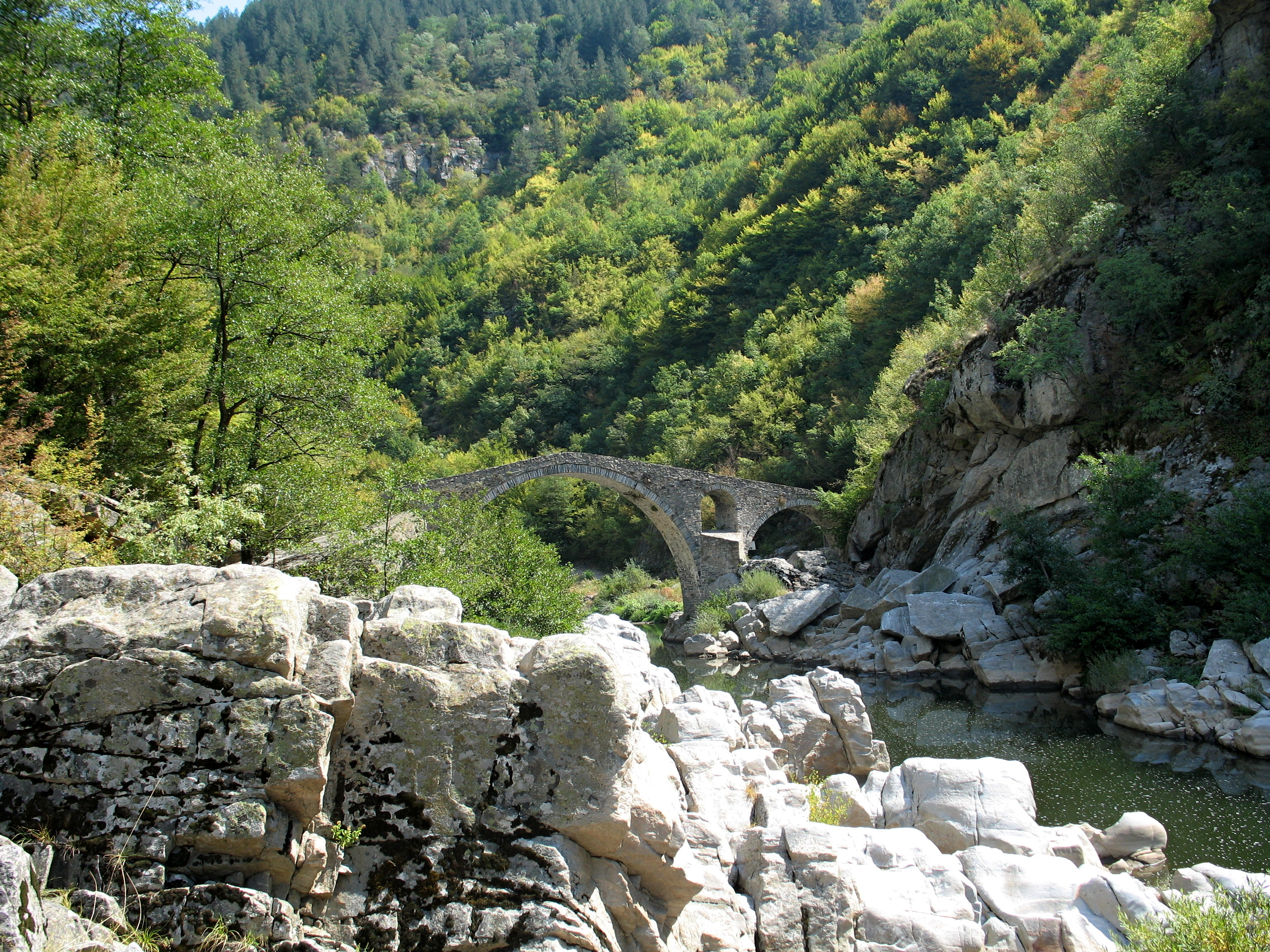
Soutěska Ardy u mostu
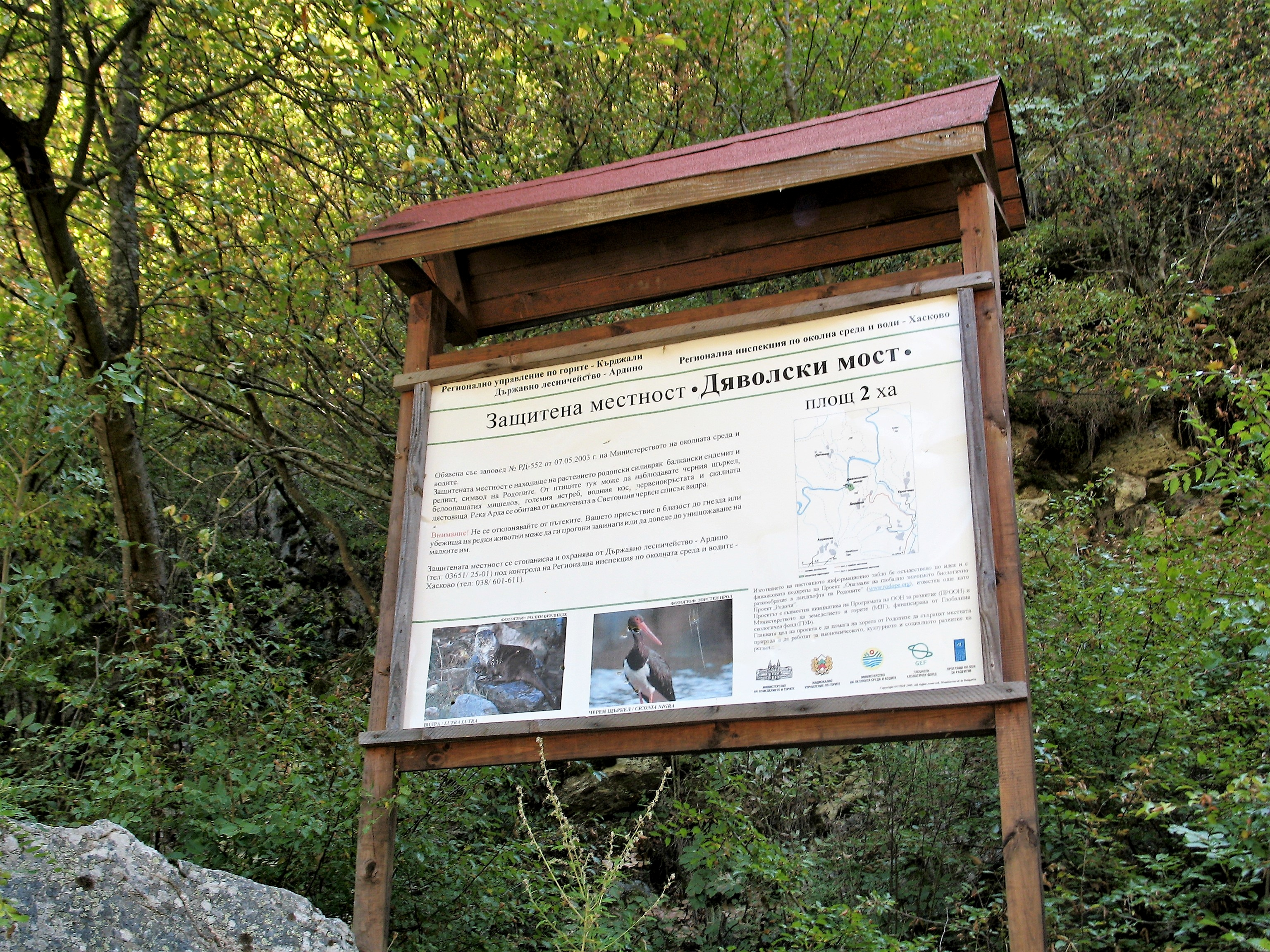
Informace o chráněném území
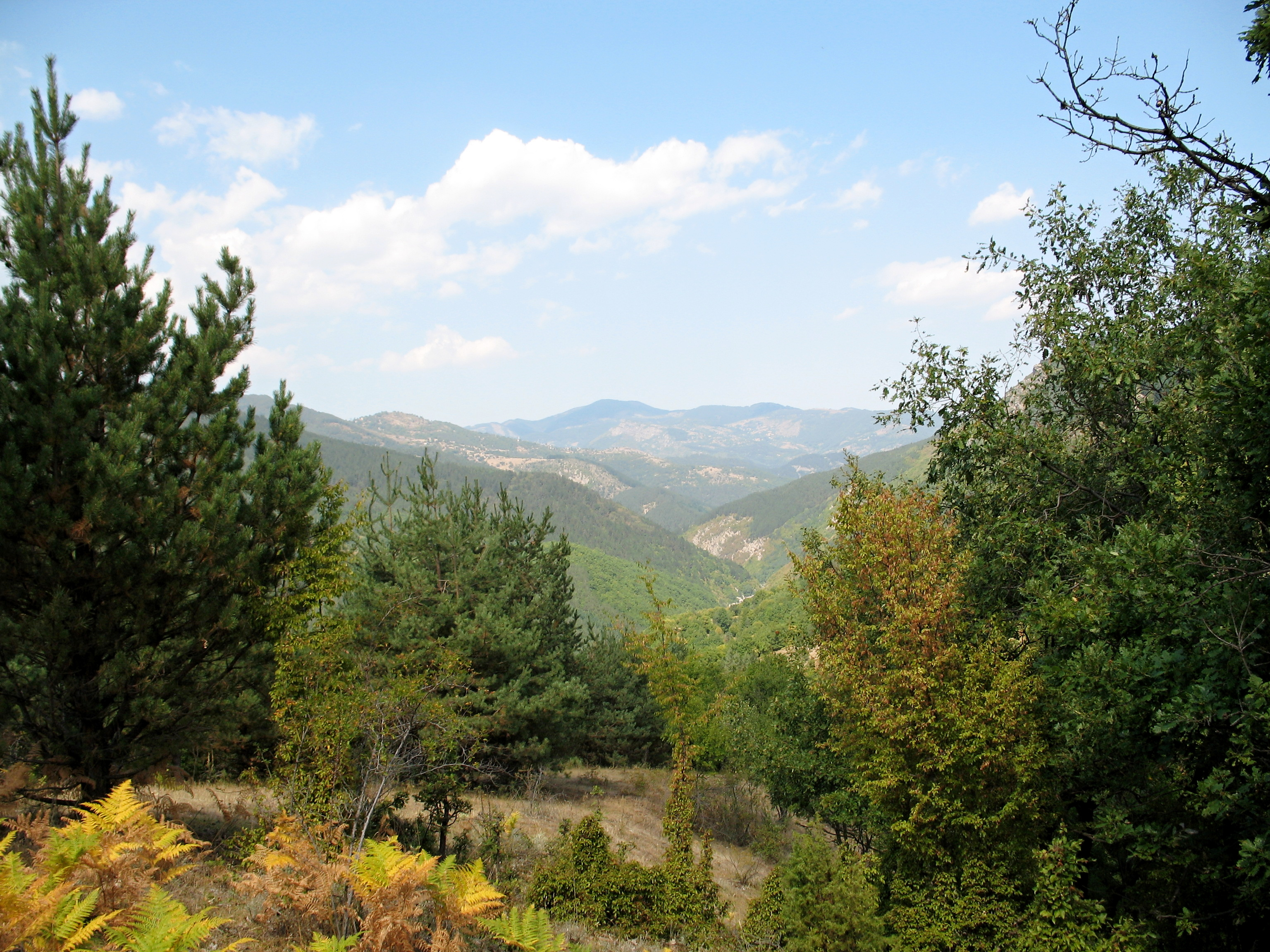
Krajina v Rodopech nedaleko mostu
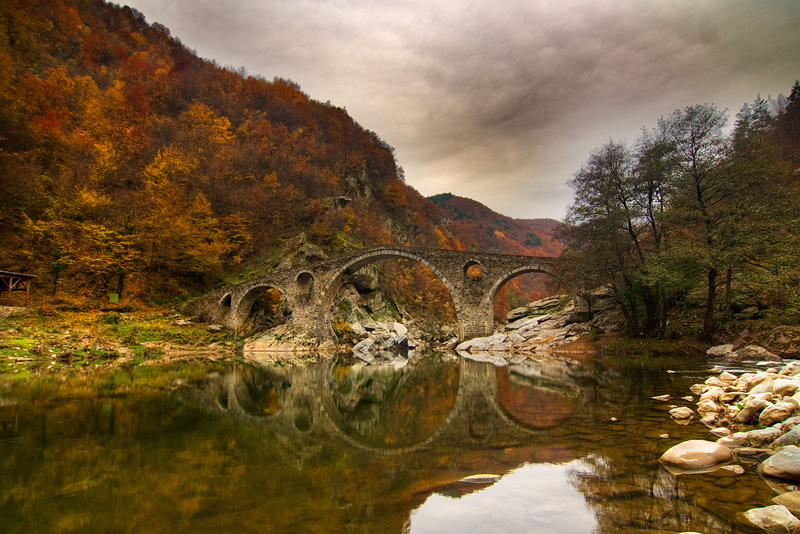
Čertův most na podzim